# Moschea dell'Imperatore
La moschea dell'imperatore (Bosniaco: Careva Džamija, Turco: Hünkâr Camii) è un importante punto di riferimento di Sarajevo, Bosnia ed Erzegovina, essendo la prima moschea costruita (1457) dopo la conquista ottomana della Bosnia. È la più grande moschea costruita con una singola cupola in Bosnia ed Erzegovina, costruita secondo lo stile ottomano classico dell'epoca.
È stata costruita da Isaković-Hranušić, che la dedicò al Sultano Maometto II, il conquistatore di Costantinopoli. È considerata una delle più belle moschee del periodo ottomano nei Balcani, la moschea dispone di ampi dettagli decorativi interni di qualità elevata, come il miḥrāb.

## Storia
La moschea originaria è stata costruita nella metà del XV secolo e ha una storia lunga e affascinante. Danneggiata e completamente distrutta alla fine di quel secolo, fu ricostruita nel 1565 e dedicata questa a Solimano il Magnifico, uno dei sultani più celebri dell'impero ottomano.
La prima moschea era costruita in legno e decisamente più piccola rispetto all'edificio ricostruito nel 1565. Le camere laterali sono state aggiunte nel 1800 e collegate all'area di preghiera centrale nel 1848. Tra il 1980 e il 1983 le decorazioni dipinte all'interno della moschea sono state conservate e restaurate. Il terreno di sepoltura (cimitero) accanto alla moschea dell'imperatore contiene le tombe di visir, mullah, muftī, sceicchi, dei dipendenti della moschea, insieme ad altri personaggi di spicco che vivono a Sarajevo.
La moschea è stata danneggiata durante la seconda guerra mondiale, ma soprattutto durante le guerre nel corso degli anni '90 del XX secolo, il lavoro di ristrutturazione è tuttora in corso.
I primi insediamenti a Sarajevo sono stati costruiti intorno alla moschea, a partire dalla residenza dei rappresentanti del Sultano, allora in costruzione accanto alla moschea. Furono costruiti anche un hammam (bagno pubblico) e un ponte, che portava direttamente alla moschea. Il ponte è stato smontato durante il governo austro-ungarico e ricostruito pochi metri più a monte, dove esiste ancora oggi.
Dall'altra parte del fiume, fu costruito il caravanserraglio Kolobara-han. Per il finanziamento di queste strutture, Isaković-Hranušić lasciò un patrimonio di molti negozi, terreni e proprietà.